# Rellotge del sifó
El rellotge-sifó de la fàbrica Puértolas és un rellotge encastat a l'escultura d'un sifó a la façana de l'antiga fàbrica de sifons d'Agustí Puértolas, a l'avinguda de Roma de Barcelona.
La fàbrica es va originar a principis del segle XX quan els germans Puértolas van comprar un negoci de fabricació de sifons al carrer Aribau. A final dels anys 40 es va traslladar al local de l'avinguda de Roma, i 1960 s'hi va instal·lar el rellotge com a reclam publicitari.
Posteriorment la fàbrica es va traslladar a Terrassa, però el rellotge va continuar al seu lloc, fora d'ús, fins que el 2005 l'Ajuntament el va restaurar i hi va posar una placa informativa. El 2013 el va incloure a l'inventari de 'Petits paisatges de Barcelona'.